# سرجینیو چولاپا
سرجینیو چولاپا (به پرتغالی: Sérgio Bernardino) مهاجم اهل برزیل است که در شهر سائوپائولو و در تاریخ ۲۳ دسامبر ۱۹۵۳ به دنیا آمده‌است.
سرجینیو چولاپا در تیم‌های فوتبال Marília سابقهٔ حضور دارد.